# Sarina Bolden
Sarina Isabel Calpo Bolden (Santa Clara, 30 giugno 1996) è una calciatrice statunitense naturalizzata filippina, attaccante svincolata della nazionale filippina.
Cugina di Jalen e Ryanne Brown, anche loro calciatrici professioniste, detiene il primato di aver siglato la prima rete per le Filippine in una Coppa del mondo di categoria, portando alla storica vittoria per 1-0 la sua nazionale nell'incontro con la Nuova Zelanda al Mondiale di Australia e Nuova Zelanda 2023.

## Carriera
Bolden, nata il 30 giugno 1996 a Santa Clara, in California da padre statunitense e madre originaria della provincia di Pangasinan, inizia l'attività sportiva già dalla giovane età, praticando calcio e softball nelle squadre femminili della Milpitas High School
Con la maglia delle Milpitas High School Trojans, Bolden ha guidato la sua squadra liceale al titolo 2015 della SCVAL El Camino Division. È stata nominata nella prima squadra All-SCVAL per tre anni, dal 2013 al 2015. A livello di club, Bolden ha giocato per le MVLA Mercury Black '96 aiutando il club a raggiungere i playoff nazionali ECNL 2014 e ha aiutato le DeAnza Force '95 a vincere i campionati ECNL North West Conference 2013 e 2015.

### Calcio universitario
Bolden ha frequentato la Loyola Marymount University dove ha giocato per la squadra di calcio femminile dell'ateneo, le Loyola Marymount Lions, disputando la NCAA Women's Division I Soccer Championship nelle stagioni dal 2015 al 2018. Nel 2016 ha segnato sei gol per la sua squadra universitaria ed è stata nominata come parte della All-West Coast Conference First Team e della NSCAA All-West Region.

### Club
Nell'agosto 2019 Bolden coglie l'occasione per disputare il suo primo campionato all'estero, sottoscrivendo un contratto con il Sandviken, squadra iscritta alla Toppserien, massimo livello del campionato norvegese femminile di calcio.
L'anno successivo si trasferisce allo Xinbei Hangyuan per giocare nella Taiwan Mulan Football League. prima di far ritorno, mel 2021, negli Stati Uniti, per unirsi al San Francisco Nighthawks, club che disputa la Women's Premier Soccer League.
Nel giugno 2021 Bolden è stata ingaggiata dall'Chifure Elfen Saitama, squadra iscritta alla neoistituita Women Empowerment League, livello di vertice e primo torneo professionistico del campionato giapponese di categoria. Alla guida del tecnico Etsuko Handa fa il suo debutto con la nuova maglia il 16 ottobre di quell'anno, alla 6ª giornata di campionato, entrando al 62' dell'incontro perso in trasferta 4-1 con il Tokyo Verdy Beleza.
Nel dicembre 2022, Bolden ha risolto consensualmente il suo contratto con l'Elfen Saitama e si è trasferita al club australiano Western Sydney Wanderers.

### Nazionale
Le prestazioni di Bolden espresse con la squadra di calcio femminile della Loyola Marymount University hanno convinto i selezionatori della Federcalcio statunitense a invitarla a partecipare a un ritiro a Orlando, in Florida, nell'aprile 2017, organizzato dalla nazionale statunitense Under-23. Alla fine del 2017, ha potuto partecipare ai ritiri organizzati dalla nazionale di calcio femminile delle Filippine e ha attirato l'attenzione di Richard Boon, allora commissario tecnico della nazionale. In seguito è stata inserita dal nuovo ct Rabah Benlarbi nella rosa delle calciatrici della nazionale filippina che ha partecipato alla Coppa d'Asia di Giordania 2018.
In quell'occasione Benlarbi decide di farla scendere in campo fin dal primo incontro con la Giordania, nazionale ospitante, debuttando con la maglia della nazionale filippina il 6 aprile 2018, dove si rivela decisiva per la rete che al 76' fissa il risultato sul 2-1 con le padrone di casa.
Il passaggio di consegne sulla panchina della nazionale al nuovo ct Alen Stajcic non cambia la fiducia in Bolden, venendo inserita nuovamente in rosa anche per la Coppa d'Asia di India 2022, dove la sua nazionale ha raggiunto per la prima volta la fase a eliminazione diretta nel torneo organizzato dall'AFC. Durante la partita dei quarti di finale con Taipei cinese, terminata ai rigori dopo che i tempi supplementari erano terminati sull'1-1, Bolden ha segnato il rigore vincente che ha portato le Filippine a qualificarsi per la loro prima Coppa del Mondo femminile FIFA, l'edizione di Australia e Nuova Zelanda 2023. Il 25 luglio 2023 ha segnato l'unico gol nella vittoria per 1-0 sulla Nuova Zelanda, co-organizzatrice del mondiale di calcio femminile, che risulta essere la prima rete e la prima vittoria del suo Paese nella competizione.

## Statistiche

### Cronologia presenze e reti in nazionale
| Cronologia completa delle presenze e delle reti in nazionale ― Filippine | Cronologia completa delle presenze e delle reti in nazionale ― Filippine | Cronologia completa delle presenze e delle reti in nazionale ― Filippine | Cronologia completa delle presenze e delle reti in nazionale ― Filippine | Cronologia completa delle presenze e delle reti in nazionale ― Filippine | Cronologia completa delle presenze e delle reti in nazionale ― Filippine | Cronologia completa delle presenze e delle reti in nazionale ― Filippine | Cronologia completa delle presenze e delle reti in nazionale ― Filippine |
| Data                                                                     | Città                                                                    | In casa                                                                  | Risultato                                                                | Ospiti                                                                   | Competizione                                                             | Reti                                                                     | Note                                                                     |
| ------------------------------------------------------------------------ | ------------------------------------------------------------------------ | ------------------------------------------------------------------------ | ------------------------------------------------------------------------ | ------------------------------------------------------------------------ | ------------------------------------------------------------------------ | ------------------------------------------------------------------------ | ------------------------------------------------------------------------ |
| 6-4-2018                                                                 | Amman                                                                    | Giordania                                                                | 1 – 2                                                                    | Filippine                                                                | Qual. Mondiali 2019                                                      | 1                                                                        |                                                                          |
| 10-4-2018                                                                | Cebu                                                                     | Filippine                                                                | 0 – 3                                                                    | Cina                                                                     | Qual. Mondiali 2019                                                      | -                                                                        |                                                                          |
| 12-4-2018                                                                | Bangkok                                                                  | Thailandia                                                               | 3 – 1                                                                    | Filippine                                                                | Amichevole                                                               | -                                                                        | 78’                                                                      |
| 16-5-2018                                                                | Makati                                                                   | Filippine                                                                | 0 – 5                                                                    | Corea del Sud                                                            | Qual. Mondiali 2019                                                      | -                                                                        | 77’                                                                      |
| 1-7-2018                                                                 | Tangub                                                                   | Filippine                                                                | 0 – 4                                                                    | Birmania                                                                 | Amichevole                                                               | -                                                                        |                                                                          |
| 26-11-2019                                                               | Caloocan                                                                 | Filippine                                                                | 0 – 0                                                                    | Malaysia                                                                 | Qual. Olimpiadi 2020                                                     | -                                                                        | 46’                                                                      |
| 29-11-2019                                                               | Kuala Lumpur                                                             | Malaysia                                                                 | 0 – 5                                                                    | Filippine                                                                | Qual. Olimpiadi 2020                                                     | 3                                                                        |                                                                          |
| 9-5-2022                                                                 | Phnom Penh                                                               | Cambogia                                                                 | 0 – 5                                                                    | Filippine                                                                | Qual. Mondiali 2023                                                      | 1                                                                        |                                                                          |
| 13-5-2022                                                                | Hanoi                                                                    | Vietnam                                                                  | 2 – 1                                                                    | Filippine                                                                | Qual. Mondiali 2023                                                      | -                                                                        | 80’                                                                      |
| 21-5-2022                                                                | Naypyidaw                                                                | Birmania                                                                 | 1 – 2                                                                    | Filippine                                                                | Qual. Mondiali 2023                                                      | 1                                                                        |                                                                          |
| 19-6-2022                                                                | Dublino                                                                  | Irlanda                                                                  | 1 – 0                                                                    | Filippine                                                                | Amichevole                                                               | -                                                                        |                                                                          |
| 23-6-2022                                                                | Sarajevo                                                                 | Bosnia ed Erzegovina                                                     | 0 – 3                                                                    | Filippine                                                                | Amichevole                                                               | 2                                                                        | 61’                                                                      |
| 10-7-2022                                                                | Manila                                                                   | Filippine                                                                | 4 – 1                                                                    | Indonesia                                                                | Qual. Mondiali 2023                                                      | 3                                                                        |                                                                          |
| 12-7-2022                                                                | Bangkok                                                                  | Thailandia                                                               | 1 – 0                                                                    | Filippine                                                                | Qual. Mondiali 2023                                                      | -                                                                        | 79’                                                                      |
| 15-7-2022                                                                | Hanoi                                                                    | Vietnam                                                                  | 0 – 4                                                                    | Filippine                                                                | Qual. Mondiali 2023                                                      | 2                                                                        |                                                                          |
| 18-7-2022                                                                | Cebu                                                                     | Filippine                                                                | 3 – 0                                                                    | Thailandia                                                               | Qual. Mondiali 2023                                                      | 1                                                                        |                                                                          |
| 7-9-2022                                                                 | Auckland                                                                 | Nuova Zelanda                                                            | 2 – 1                                                                    | Filippine                                                                | Amichevole                                                               | 1                                                                        |                                                                          |
| 8-10-2022                                                                | Manila                                                                   | Filippine                                                                | 1 – 1                                                                    | Venezuela                                                                | Amichevole                                                               | -                                                                        | 82’                                                                      |
| 11-10-2022                                                               | San Juan                                                                 | Costa Rica                                                               | 2 – 1                                                                    | Filippine                                                                | Amichevole                                                               | -                                                                        | 46’                                                                      |
| 15-11-2022                                                               | Santiago del Cile                                                        | Filippine                                                                | 1 – 0                                                                    | Filippine                                                                | Amichevole                                                               | -                                                                        | 78’                                                                      |
| 11-12-2022                                                               | Port Moresby                                                             | Papua Nuova Guinea                                                       | 1 – 5                                                                    | Filippine                                                                | Qual. Mondiali 2023                                                      | 1                                                                        |                                                                          |
| 15-12-2022                                                               | Butuan                                                                   | Filippine                                                                | 9 – 0                                                                    | Papua Nuova Guinea                                                       | Qual. Mondiali 2023                                                      | 2                                                                        | 65’                                                                      |
| 18-2-2023                                                                | Glasgow                                                                  | Scozia                                                                   | 2 – 1                                                                    | Filippine                                                                | Amichevole                                                               | -                                                                        | 73’                                                                      |
| 21-2-2023                                                                | Tacloban                                                                 | Filippine                                                                | 0 – 5                                                                    | Islanda                                                                  | Amichevole                                                               | -                                                                        |                                                                          |
| 29-3-2023                                                                | Valenzuela                                                               | Filippine                                                                | 0 – 1                                                                    | Birmania                                                                 | Amichevole                                                               | -                                                                        | 46’                                                                      |
| 26-4-2023                                                                | Bangkok                                                                  | Malaysia                                                                 | 0 – 1                                                                    | Filippine                                                                | Amichevole                                                               | 1                                                                        |                                                                          |
| 9-5-2023                                                                 | Hanoi                                                                    | Vietnam                                                                  | 1 – 2                                                                    | Filippine                                                                | Amichevole                                                               | 1                                                                        | 90+2’                                                                    |
| 21-7-2023                                                                | Dunedin                                                                  | Filippine                                                                | 0 – 2                                                                    | Svizzera                                                                 | Mondiali 2023 - 1º turno                                                 | -                                                                        | 81’                                                                      |
| 25-7-2023                                                                | Wellington                                                               | Nuova Zelanda                                                            | 0 – 1                                                                    | Filippine                                                                | Mondiali 2023 - 1º turno                                                 | 1                                                                        | 83’                                                                      |
| 30-7-2023                                                                | Auckland                                                                 | Norvegia                                                                 | 6 – 0                                                                    | Filippine                                                                | Mondiali 2023 - 1º turno                                                 | -                                                                        | 75’                                                                      |
| 22-9-2023                                                                | Manila                                                                   | Filippine                                                                | 3 – 1                                                                    | Hong Kong                                                                | Amichevole                                                               | 1                                                                        | 80’                                                                      |
| 25-9-2023                                                                | Cebu                                                                     | Filippine                                                                | 1 – 5                                                                    | Corea del Sud                                                            | Amichevole                                                               | 1                                                                        | 45+3’ 84’                                                                |
| 28-9-2023                                                                | Taguig                                                                   | Filippine                                                                | 3 – 0                                                                    | Birmania                                                                 | Amichevole                                                               | 1                                                                        | 77’                                                                      |
| 30-9-2023                                                                | Yokohama                                                                 | Giappone                                                                 | 8 – 1                                                                    | Filippine                                                                | Amichevole                                                               | 1                                                                        |                                                                          |
| 26-10-2023                                                               | Taipei                                                                   | Taiwan                                                                   | 1 – 4                                                                    | Filippine                                                                | Amichevole                                                               | 2                                                                        | 85’                                                                      |
| 29-10-2023                                                               | Parañaque                                                                | Filippine                                                                | 0 – 8                                                                    | Australia                                                                | Amichevole                                                               | -                                                                        | 76’                                                                      |
| 1-11-2023                                                                | Cebu                                                                     | Filippine                                                                | 1 – 0                                                                    | Iran                                                                     | Amichevole                                                               | -                                                                        |                                                                          |
| 21-2-2024                                                                | Helsinki                                                                 | Finlandia                                                                | 4 – 0                                                                    | Filippine                                                                | Amichevole                                                               | -                                                                        |                                                                          |
| 24-2-2024                                                                | Davao                                                                    | Filippine                                                                | 0 – 2                                                                    | Scozia                                                                   | Amichevole                                                               | -                                                                        |                                                                          |
| 27-2-2024                                                                | Manila                                                                   | Filippine                                                                | 0 – 1                                                                    | Slovenia                                                                 | Amichevole                                                               | -                                                                        |                                                                          |
| 5-4-2023                                                                 | Gwangju                                                                  | Corea del Sud                                                            | 3 – 0                                                                    | Filippine                                                                | Amichevole                                                               | -                                                                        |                                                                          |
| 26-10-2024                                                               | Tarlac City                                                              | Filippine                                                                | 3 – 0                                                                    | Giordania                                                                | Amichevole                                                               | 2                                                                        |                                                                          |
| 30-10-2024                                                               | San Fernando                                                             | Filippine                                                                | 1 – 4                                                                    | Kenya                                                                    | Amichevole                                                               | 1                                                                        |                                                                          |
| Totale                                                                   |                                                                          | Presenze                                                                 | 43                                                                       |                                                                          | Reti                                                                     | 30                                                                       |                                                                          |

## Palmarès

### Nazionale
- AFF Women's Championship: 1

2022